# 안드레아 콘실리
안드레아 콘실리(이탈리아어: Andrea Consigli, 1987년 1월 27일 ~ )는 이탈리아의 축구 선수이다. 현재는 이탈리아의 클럽 US 사수올로 칼초에서 뛰고 있다.

## 수상

### 클럽
아탈란타
- 캄피오나토 조반니시미 나치오날리: 2001–02
- 세리에 B (2): 2001–02, 2010–11

### 개인상
- 2009년 UEFA U-21 축구 선수권 대회 베스트 11